# 海伦·齐勒
奧塔·海倫娜·瑪麗（英語：Otta Helene Maree，姓氏為Zille /ˈzɪlə/；1951年3月9日—），通稱為海倫·齊勒（Helen Zille），是一位南非政治家。

## 生平
自2019年10月20日起，她擔任民主聯盟聯邦委員會主席。在2009年至2019年間，她曾出任兩屆西開普省省長，每屆任期五年，同時亦是西開普省議會議員。她在2007年至2015年間擔任民主聯盟的聯邦領導人，並曾於2006年至2009年間擔任開普敦市長。
齐勒是前新闻记者及反种族隔离活动家。1970年代末，齊勒曾於《兰德每日邮报》发表揭露黑人覺醒领导人史蒂夫·比科的死亡真相。在1980年代，齊勒还曾於黑腰带與其他亲民主团体工作。此后，她担任过西开普省的教育執行委員會成員（1999年至2001年）、國會議員（2004年至2006年）、開普敦市長（2006年至2009年）以及西开普省省长（2009年至2019年）。
在担任开普敦市长时，齐勒成功解决犯罪、吸毒、失业率高企等问题，使她当选2008年的世界市長（該年共有820名候選人）。2008年7月，她被國家記者俱樂部选为“2006年度新闻人物”，还入围南非妇女奖。齐勒会说英语、南非语、科萨语，以及她父母的语言德语。